# Bonifatius VI
Bonifatius VI, född i Rom, död 26 april 896 i Rom, var påve från den 11 april 896 till sin död samma månad, den 26 april.

## Biografi
Bonifatius var romare, och var son till en biskop vid namn Hadrianus. Bonifatius hade två gånger blivit dömd att frånkännas sin värdighet som vigd åt kyrkan, både som diakon och sedan, efter att han hade återupptagits i kyrkogemenskapen, som präst. Det förefaller som att han inte skulle ha återinsatts i prästämbetet efter andra degraderingen. Han valdes till påve Formosus efterträdare på Petri tron av det romerska partiet den 11 april 896, under ett folkligt uppror som utbröt strax efter Formosus död, ett uppror som framtvingade folkets vilja. 
Han avled efter endast 15 dagars pontifikat av gikt. Andra källor gör gällande att han tvingades avgå för att lämna plats för efterträdaren Stefan VI, som stöddes av Spoletopartiet. Vid en synod i Rom som påve Johannes IX höll år 898 förklarades hans anspråk på pontifikatet vara ogiltigt.
Bonifatius VI:s pontifikat är det näst kortaste i historien; endast Urban VII var påve under kortare tid.

### Webbkällor
- ”Pope Boniface VI”. Catholic Encyclopedia. New Advent. https://www.newadvent.org/cathen/02661b.htm. Läst 25 juli 2020.
- ”Boniface VI, pope”. Encyclopædia Britannica. https://www.britannica.com/biography/Boniface-VI. Läst 25 juli 2020.